# Alternativní trest
Alternativní trest je označení pro jiné tresty než trest odnětí svobody. Alternativa obsažená v tomto pojmu tedy spočívá v odlišné variantě potrestání, než umístění pachatele do věznice. Český trestní zákoník (zákon č. 40/2009 Sb.) spojení „alternativní trest“ dříve nepoužíval, v novele z roku 2020 se však s alternativními tresty včetně častějšího využívání dohod o vině a trestu počítá.

## Alternativní trest

### Pojem alternativního trestu
Trest se označuje jako alternativní, pokud tvoří určitou alternativu k nepodmíněnému trestu odnětí svobody. V rámci českého trestního práva alternativních trestů sem spadá trest domácího vězení, trest obecně prospěšných prací, za určitých podmínek peněžitý trest a podmíněné odsouzení včetně podmíněného odsouzení s dohledem. Tyto tresty tedy nezavírají pachatele do vězení, ale ukládají mu jiná omezení a povinnosti. Směřují k nápravě spáchaného trestného činu a k nápravě delikventa, ne k odplatě ve smyslu retribučních trestních teorií. Smyslem alternativního trestu je taktéž omezit nežádoucí projevy prizonizace, jako je např. tzv. syndrom otáčivých dveří, což je označení pro situaci, kdy se propuštěný pachatel není schopen uchytit v nekriminálním prostředí a vrací se zpět na kriminální dráhu. Určité naděje byly vkládány taktéž v ulehčení přeplněných věznic od přílivu nových odsouzenců k trestu odnětí svobody.

### Restorativní justice
S alternativními tresty úzce souvisí koncept tzv. restorativní trestní justice. V klasickém konceptu retribuční justice se na trestný čin pohlíží jako na konflikt jednotlivce se státem. Hledí se tedy především na narušení právního řádu, kdežto případné nároky poškozeného se v trestním řízení neřeší. V restorativním konceptu se hledí na trestný čin také jako na konflikt mezi jednotlivci a bere se ohled na poškození oběti. Snahou je dojít k urovnání konfliktního stavu, způsobeného spáchaným trestným činem (za participace pachatele), a pomoci pachateli nalézt cestu zpět do společnosti. Nicméně, tento přístup nelze aplikovat na všechny trestné činy, neboť jejich povaha ho může prakticky znemožnit.

### Probační a mediační služba
S výkonem řady alternativních trestů souvisí tzv. Probační a mediační služba, která v přípravném řízení zjišťuje podmínky pro možné uložení trestu a vykonávacím řízení zajišťuje průběh uložených trestů, popř. výchovných opatření dle zákona č. 218/2003 Sb., o soudnictví ve věcech mládeže. Taktéž vykonává dohled nad osobami podmíněně propuštěné z trestu odnětí svobody či ochranného léčení, nabízí zprostředkování mediace mezi pachatelem a obětí či vypomáhá odsouzenému k integraci do společnosti, např. prostřednictvím probačních resocializačních programů.

## Jednotlivé tresty
Tresty jsou seřazeny dle jejich pořadí v zákoně, tedy od nejpřísnějšího domácího vězení po zákaz vstupu na sportovní, kulturní a jiné společenské akce. Určitou výjimkou je trest vyhoštění, který sice znamená podstatný zásah do práv a svobody jedince, nicméně ho nelze uplatnit na občany České republiky. Taktéž určitou výjimkou je podmíněné odsouzení k trestu odnětí svobody (popř. s uloženým dohledem), neboť samotné odnětí svobody je v našem trestním právu nejpřísnější trest, nicméně, tato varianta už ze své podstaty znamená menší zásah do práv a svobody jedince, než trest domácího vězení.

### Domácí vězení
Domácí vězení je z pohledu novodobého českého státu novinkou, ukotvenou v novém trestním zákoníku. Jde o druhý nejpřísnější trest po trestu odnětí svobody. Jeho podstatou je omezení pohybu odsouzeného v určitých hodinách (zpravidla od 20h do 05h) po dobu maximálně 2 let. V tento čas je odsouzený povinen zdržovat se v místě stanoveném soudem, zpravidla ve svém stálém bydlišti. Tímto má dojít k určitému omezení a kontrole pachatele bez jeho vytržení ze sociálního prostředí. Kontrolu provádí namátkově pracovníci Probační a mediační služby ČR, kteří o průběhu informují soud. Pokud pracovníci zjistí nepřítomnost odsouzeného ve stanovený čas ve stanoveném obydlí a odsouzený nemá přijatelnou omluvu (např. náhlá zdravotní komplikace potvrzená lékařem), může soud přeměnit nevykonanou část trestu domácího vězení v trest odnětí svobody.

### Podmíněné odsouzení k trestu odnětí svobody
Podmíněné odsouzení k trestu odnětí svobody je dnes nejčastěji ukládaný trest. Týká se trestu odnětí svobody nepřevyšujícího tři léta, a uděluje se za předpokladu, že není třeba výkonu trestu k nápravě pachatele. V případě, že soud uzná za vhodné pachatele zvýšeně sledovat a kontrolovat chování, může navíc stanovit dohled.

### Obecně prospěšné práce
Trest obecně prospěšných prací umožňují pachateli méně závažné trestné činnosti odčinit své jednání prací k obecně prospěšným účelům. Trest obecně prospěšných prací je možno udělit v rozsahu 50 až 300 hodin. Tyto hodiny je odsouzený povinen odpracovat do jednoho roku ode dne, kdy mu byl výkon trestu nařízen soudem. Na výkon trestu dohlíží pracovník Probační a mediační služby, který taktéž navrhuje odsouzenému možné umístění. V případě maření výkonu trestu může soud trest přeměnit v a) odnětí svobody v poměru 1 den trestu odnětí svobody za každou neodpracovanou hodinu b) v peněžitý trest c) v trest domácího vězení.

### Propadnutí majetku
Propadnutí majetku je nejpřísnější majetkový trest. Zpravidla bývá uložen u za zvlášť závažné zločiny, jímž pachatel pro sebe nebo pro jiného získal nebo se snažil získat majetkový prospěch, nicméně může být uložen samostatně v případě, že zákon uložení tohoto trestu za spáchaný zločin dovoluje a jestliže vzhledem k povaze a závažnosti spáchaného trestného činu a k osobě a poměrům pachatele uložení jiného trestu není třeba. Může postihnout veškerý majetek nebo jen část, kterou určí soud. Majetek připadá státu. Nesmí se však v dotknout majetkových hodnot, které jsou nezbytné např. k uspokojení životních potřeb odsouzeného či jeho potomků.

### Peněžitý trest
Peněžitý trest může být uložen jako samostatný trest, ale často bývá uložen i jako trest vedlejší. Jeho výměra je stanovena nově ve formě tzv. denních pokut, které vyjadřují závažnost trestného činu prostřednictvím počtu denních sazeb. To ovšem neznamená, že pachatel bude splácet řadu menších částek, je to způsob výpočtu celkové částky. Denní sazba může být stanovena v rozmezí 100 – 50 000 Kč. Počet denních sazeb je možno udělit v rozmezí 20 a 730. Maximální výměr tedy činí 36,5 mil. Kč. Zároveň soud stanoví náhradní trest odnětí svobody v rozmezí jednoho až čtyř roků. V případě nezaplacení peněžitého trestu může soud přeměnit peněžitý trest v trest domácího vězení nebo v trest obecně prospěšných prací, v případě jejich dalšího maření rozhoduje o uložení náhradního trestu odnětí svobody.

### Propadnutí věci
Bývá spíše ukládán vedle jiného trestu, nicméně je ho taktéž možno uložit samostatně. Slouží k zneškodnění věci, kterou pachatel získal trestným činem nebo jako odměnu za něj. Majetek propadá státu.

### Zákaz činnosti
Tento trest má za úkol zabránit v páchání trestné činnosti pachatelem, který k ní využil určité aktivity, vyžadující určitou morální či odbornou způsobilost (např. bankovní úředník). Je možné také tento trest udělit pachateli, které podobnou způsobilost nevlastnil. V takovém případě toto povolení po dobu trestu nebude moci získat.

### Zákaz pobytu
Tento trest je udělován pachateli z důvodu zamezení páchání další trestné činnosti. Není možné ho udělit na místo trvalého bydliště. Pokud dotyčný potřebuje navštívit v osobní záležitosti dané místo, musí předem upozornit policii, která mu může (ale i nemusí) udělit povolení.

### Zákaz vstupu na sportovní, kulturní a jiné společenské akce
Tento trest je novinkou v novém trestním zákoníku. Vznikl hlavně v souvislosti s problémovými fanoušky na fotbalových zápasech. Jeho podstatou je zákaz vstupu na určenou sportovní, kulturní či společenskou akci. V průběhu výkonu trestu odsouzený navštěvuje Probační a mediační službu a případně se musí hlásit během konání akce na místním policejním středisku.

### Vyhoštění
Trest vyhoštění je udělován za účelem zabránění páchání trestné činnosti cizinci na území ČR. Jeho podstatou je přemístění dotyčného z území ČR na území státu, kde je občanem. Je udělován na 1 až 10 let, nebo na dobu neurčitou.